# ادریسوو
ادریسوو (به لاتین: Idrisovo) یک منطقهٔ مسکونی در روسیه است که در باشقیرستان واقع شده‌است.